# Rạch Nha Mân
Rạch Nha Mân là một con sông đổ ra Sông Hậu. Sông có chiều dài 33 km và diện tích lưu vực là km². Rạch Nha Mân chảy qua các tỉnh Đồng Tháp, Vĩnh Long.